# KLMK迷彩

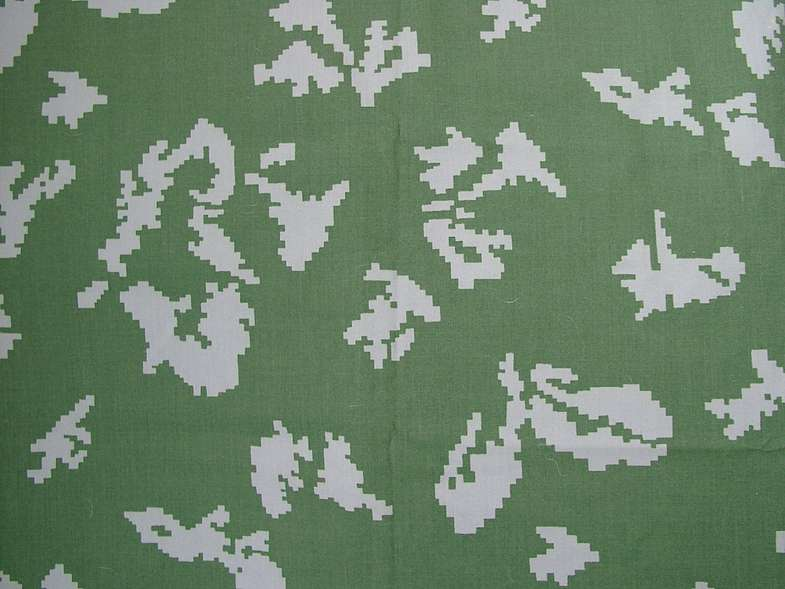
KLMK迷彩

KLMK迷彩（ 俄语： Камуфлированный Летный Маскировочный Комбинезон 直译：夏季伪装迷彩连体服）KLMK是 1968年开发的带有迷彩图案的军服，讓苏联克服了北约国家广泛使用的夜视光学器件和设备，这种连体迷彩服成为苏联最广泛使用的迷彩服之一。

## 历史
KLMK 最初是克格勃边防卫队的常服。后来在苏阿战争期间也被他们所使用。

## 设计
KLMK 采用数字化飞溅状图案。

## 变体
KZS（kostium zashchitnoi seti）套装是一种两件式迷彩服，专为化学部队使用而设计。由粗松织棉织物制成。它于 1975 年首次配发给苏联化学部队，后来被所有作战兵种的部队广泛使用，特别是在阿富汗战争期间。它也被称为 Berezka 或 Color 57。

## 使用国家
- 阿富汗
- 亞美尼亞
- 白俄羅斯
- 中非
- 俄羅斯
- 苏联
- 乌克兰